# Bundesstraße 510
Die Bundesstraße 510 (Abkürzung: B 510) ist eine deutsche Bundesstraße in Nordrhein-Westfalen. Sie führt von der Gemeinde Aldekerk bis zur Stadt Rheinberg. Die Bundesstraße 510 liegt auf dem Gebiet des Kreises Kleve und des Kreises Wesel. Die Grenze verläuft an der Ortschaft Wickrath.

## Geschichte
Die Bundesstraße 510 wurde zu Beginn der 70er Jahre eingerichtet.

## Verlauf
Die Bundesstraße 510 ist mit mehreren Straßennamen benannt. Das Teilstück von der Gemeinde Aldekerk (also vom Anfang) bis zur Ortschaft Kengen (nach ca. 1,5 km) heißt Rheurdter Straße. Dann heißt sie für ein kleines Stück (ca. 2,4 km) Kengen, benannt nach der gleichnamigen Ortschaft. Weiter führt die Bundesstraße 510 nochmals mit dem Namen Rheurdter Straße bis zur Kamper Kreuzung in der Stadt Kamp-Lintfort, an dem sie auch den Terrassengarten des Klosters Kamp schneidet. Von dort an heißt sie bis zur Stadt Rheinberg Rheinberger Straße. Sie endet an der Autobahnanschlussstelle „Rheinberg“ der A 57. Bis zum Februar 2014 führte sie von dort in nordöstliche Richtung weiter bis zur B 57 (Ortsumgehung Rheinberg), nach deren Abstufung zur L 137 wurde auch der Abschnitt der B 510 bis zur Autobahnanschlussstelle Rheinberg zur L 155 herabgestuft.